# Тазтуба
Тазтуба́ (рос. Тазтуба, башк. Таҙтүбә) — присілок у складі Бураєвського району Башкортостану, Росія. Входить до складу Тепляківської сільської ради.
Населення — 12 осіб (2010; 40 у 2002).
Національний склад:
- башкири — 72 %